# Jhayco
Jhayco (precedentemente Jhay Cortez), pseudonimo di Jesús Manuel Nieves Cortez (Río Piedras, 9 aprile 1993), è un produttore discografico e cantante portoricano.
I suoi brani sono perlopiù di genere reggaeton e trap, ma spesso influenzati da sonorità tipicamente pop ed elettronica. Ha raggiunto la notorietà internazionale con i singoli No me conoce, Estan Pa Mi, Bajo Cero, Somos Iguales e Dákiti.

## Biografia
Nato a Rio Pedras, in Portorico, Cortez trascorre la sua infanzia tra la città natale ed il New Jersey. La passione per la musica si manifesta in lui fin da piccolo, tanto che all'età di dieci anni scrive i suoi primi testi.
Si avventura nel mondo della musica nei primi anni 2010, come produttore discografico per diversi cantanti del Nuovo continente come Yandel, Nicky Jam e Ozuna.
Nel 2017 firma un contratto con la Universal Music Latin Entertainment, con cui pubblica il suo primo singolo Donde No Se Vea. Riceve maggiore successo nel 2018 con la pubblicazione del singolo Estan Pa Mi in collaborazione con J Balvin. Il 18 maggio dello stesso anno pubblica il suo primo EP album in studio Eyez on Me. Nel 2019 pubblica Famouz, il suo primo album in studio.

## Discografia

### Album in studio
- 2019 – Famouz
- 2021 – Timelezz
- 2024 – Le clique: Vida rockstar (X)

### EP
- 2018 – Eyez on Me

### Singoli
- 2017 – Donde no se vea
- 2017 – Se supone
- 2018 – Están pa mí
- 2018 – Más de una
- 2018 – Deseos
- 2018 – Somos iguales
- 2019 – Bajo cero
- 2019 – Sólo mía
- 2019 – Olvidate
- 2019 – Deséame suerte
- 2019 – A tu manera
- 2019 – Imaginaste
- 2019 – No me conoce
- 2020 – 24 horas
- 2020 – Como se siente
- 2020 – Dákiti (con Bad Bunny)